# Raymond Ferdinand Laurent
Pour les articles homonymes, voir Laurent.
Raymond Ferdinand Laurent est un herpétologiste belge, né le 16 mai 1917 à Wasmes et mort le 3 février 2005 à Tucumán.

## Biographie
Ses parents lui offrent des tritons à sept ans, début de sa passion pour les reptiles et amphibiens. Il étudie à l’Athénée royal près d’Ixelles puis à l’Université libre de Bruxelles, il y obtient sa licence en 1938 et son doctorat deux ans plus tard. Sous la direction de Paul Brien, il consacre sa thèse sur l’ostéologie et la systématique des grenouilles africaines. Durant la guerre, il travaille au Musée du Congo belge de Tervuren.
En 1942, il collabore et publie avec Gaston-François de Witte sur les reptiles dont le Helophis schoutedeni 
En 1947, il part à l’Institut pour la recherche scientifique en Afrique centrale qui venait d’être fondé à Léopoldville. Il occupe plusieurs postes en Afrique et devient professeur à Élisabethville en 1957. Il quitte l’Afrique après l’indépendance et part aux États-Unis. Laurent entre au Museum of Comparative Zoology.
En 1967, il part à la Fundacion Miguel Lillo à San Miguel de Tucumán dans le Nord de l’Argentine. Il enseigne également à l’Universidad Nacional de Tucumán jusqu’en 1975. Il prend sa retraite en 1996.
Laurent fait paraître environ 215 publications de 1940 à 1997. Il travaille d’abord sur l’herpétofaune de l’Afrique subsaharienne avant, à partir de 1967, d’étudier les grenouilles d’Amérique du Sud.

## Quelques taxons décrits
- Arthroleptis hematogaster
- Arthroleptis mossoensis
- Arthroleptis phrynoides
- Arthroleptis pyrrhoscelis
- Arthroleptis sylvaticus
- Arthroleptis vercammeni
- Callixalus pictus
- Cardioglossa cyaneospila
- Chrysobatrachus cupreonitens
- Gastrotheca christiani
- Gastrotheca chrysosticta
- Gastrotheca gracilis
- Hemisus brachydactylus
- Hemisus microscaphus
- Hemisus olivaceus
- Hemisus perreti
- Hemisus wittei
- Hyperolius atrigularis
- Hyperolius chrysogaster
- Hyperolius diaphanus
- Kassina mertensi
- Kassinula wittei
- Laurentophryne parkeri
- Phrynobatrachus asper
- Rhoptropus taeniostictus
- Saurodactylus brosseti
- Xenopus vestitus

## Source
- Kraig Adler (2007). Contributions to the History of Herpetology. Volume 2, Society for the Study of Amphibians and Reptiles : 389 p.  (ISBN 0916984710)